# Umberto Marengo
Pour les articles homonymes, voir Marengo.
Umberto Marengo, né le 21 juillet 1992 à Giaveno, est un coureur cycliste italien.

## Biographie
Umberto Marengo commence le cyclisme à l'âge de deux ans, puis participe à ses premières courses cyclistes à huit ans. Chez les amateurs, il remporte une étape du Challenge du Prince au Maroc en 2017 ainsi que diverses courses du calendrier régional italien. 
Il passe professionnel en 2019, à 27 ans, au sein de l'équipe Neri Sottoli-Selle Italia-KTM. Il participe notamment à Milan-San Remo, son premier monument, qu'il termine à la 77e place. En aout, il s'impose sur l'étape inaugurale du Tour de l'Utah, sa première victoire chez les professionnels,. 
En 2020, pendant l'arrêt des courses à cause de la pandémie de Covid-19, il se reconvertit livreur à vélo de nourriture en tant que bénévole, dans les environs de la ville métropolitaine de Turin. En 2021, il change de formation en signant chez Bardiani CSF Faizanè. Au mois de mai, il dispute le Tour d'Italie, son premier grand tour, où il participe à plusieurs échappées. 

## Palmarès

### Palmarès amateur
- 2015
  - 3e du Trophée Raffaele Marcoli
- 2016
  - 3e du Grand Prix de l'industrie et du commerce de Prato
  - 3e de la Coppa d'Inverno
- 2017
  - Challenge du Prince - Trophée de l'anniversaire
  - Grand Prix de la ville de Montegranaro
  - 2e (contre-la-montre par équipes) et 4e étapes du Tour de Tenerife
  - Targa Crocifisso
  - 2e des Challenges de la Marche verte - Grand Prix Sakia Hamra
  - 2e de la Freccia dei Vini
  - 2e du Tour de Tenerife
  - 2e du Trofeo Viguzzolo
  - 3e du Circuito Alzanese
  - 3e du Trofeo San Serafino
- 2018
  - Circuito del Compitese
  - Circuito Castelnovese
  - Tour d'Émilie amateurs
  - Coppa Messapica
  - Gran Premio Somma
  - 2e du Mémorial Polese
  - 2e du Tour de la Province de Bielle
  - 2e de la Coppa Varignana
  - 2e de Dalle Mura al Muro
  - 2e de la Targa Comune di Castelletto
  - 2e du Trofeo Comune di Ferrera Erbognone
  - 3e du Grand Prix San Giuseppe
  - 3e du Trofeo Alta Valle del Tevere
  - 3e du Circuito Molinese

### Palmarès professionnel
- 2019
  - 1re étape du Tour de l'Utah

## Résultats sur les grands tours

### Tour d'Italie
1 participation
- 2021 : 139e

## Classements mondiaux
| Année                                 | 2017  | 2018  | 2019 | 2020  | 2021  | 2022  |
| ------------------------------------- | ----- | ----- | ---- | ----- | ----- | ----- |
| Classement mondial                    | 597e  | 2069e | 791e | 1327e | 1607e | 1749e |
| UCI Europe Tour                       | 1193e | 1375e | 579e | 1011e | 1134e | 1146e |
| UCI Africa Tour                       | 21e   | nc    |      |       |       |       |
|                                       |       |       |      |       |       |       |
| Légende : nc = non classéSource : UCI |       |       |      |       |       |       |